# Maîtrise Gabriel Fauré
La Maîtrise Gabriel Fauré est un ensemble vocal féminin français créé en 1948, basé à Marseille.

## Historique
Fondée à Marseille en 1948 par Thérèse Farré-Fizio dans le cadre scolaire, en tant que chorale du collège Edgar Quinet, la formation adopte le nom de Maîtrise Gabriel Fauré et prend son indépendance à partir de 1963 sous statut associatif,,.
Thérèse Farré-Fizio dirige l'ensemble jusqu'à son décès, en 2011. Depuis, la cheffe de chœur est Denise Vial,.
L'effectif initial de la Maîtrise est un ensemble de 25 jeunes filles non professionnelles.
La Maîtrise Gabriel Fauré s'est produit dans le monde entier dans un large répertoire allant de la musique du XVIe siècle à la musique contemporaine, interprétant notamment Olivier Messiaen, Georges Migot, Francis Poulenc ou Darius Milhaud.
Au cours de son histoire, l'ensemble obtient trois grands prix du disque, donne plus de 2 000 concerts et réalise une centaine de tournées,. 
Au disque, la Maîtrise Gabriel Fauré a enregistré pour Decca Classics, notamment, et fait paraître chez Vox Turnabout les œuvres vocales de Gabriel Fauré. Une des œuvres de prédilection de l'ensemble est les Trois petites liturgies de la présence divine d'Olivier Messiaen, donnée en concert plus d'une trentaine de fois. 